# God's Favorite Idiot
God's Favourite Idiot es una serie de televisión estadounidense de streaming de comedia en el lugar de trabajo creada y protagonizada por Ben Falcone para Netflix. La serie constará de dieciséis episodios, y el primer lote de ocho episodios se estrenó el 15 de junio de 2022.

## Reparto y personajes
- Ben Falcone como Clark Thompson.[2][3]
- Melissa McCarthy como Amily Luck..[2].[3]
- Leslie Bibb como Satanás: una entidad demoníaca común y corriente que busca alterar el equilibrio cósmico entre el bien y el mal.[4]
- Kevin Dunn como Gene: el padre de Clark que se comprometió después de su divorcio a criar a su hijo..[4]
- Yanic Truesdale como Chamuel.[5]
- Usman Ally como Mohsin Raza.[5]
- Ana Scotney como Wendy.[5]
- Chris Sandiford como Tom.[5]
- Steve Mallory como Frisbee: un gerente de nivel medio bajo que carece de autoridad.[5]

## Producción

### Desarrollo
En diciembre de 2020, Netflix ordenó una serie de 16 episodios al idiota favorito de Dios. Ben Falcone y Melissa McCarthy estaban listos para protagonizar y producir ejecutivos a través de On the Day Productions. Michael McDonald será el director y productor ejecutivo, después de trabajar previamente con Falcone y McCarthy en Nobodies. Steve Mallory se incorporó como productor ejecutivo en febrero de 2021.

### Fundición
Junto con el anuncio de la serie, se eligieron Ben Falcone y Melissa McCarthy. En febrero de 2021, Yanic Truesdale, Usman Ally, Ana Scotney, Chris Sandiford y Steve Mallory fueron elegidos. Leslie Bibb y Kevin Dunn fueron elegidos un mes después.

### Rodaje
El rodaje comenzó en Byron Bay y Ballina en el norte de Nueva Gales del Sur (Australia) en marzo de 2021. La filmación terminó a principios de junio de 2021 después de filmar solo ocho episodios. Se esperaba que la serie terminara en noviembre de 2021. El otro lote de ocho episodios se filmará en una fecha posterior.